# Trần Chi
Trần Chi (chữ Hán: 陳祗; ?-258) là đại thần nước Thục Hán thời Tam Quốc trong lịch sử Trung Quốc.

## Sự nghiệp
Trần Chi có tên tự là Phụng Tông (奉宗), người Nhữ Nam, cháu ngoại của anh trai Hứa Tĩnh – công thần khai quốc nhà Thục Hán.
Thưở nhỏ Trần Chi mồ côi, được nuôi trưởng thành trong nhà Hứa Tĩnh. Thời trẻ Trần Chi đã nổi tiếng nhiều tài năng, giỏi toán thuật, dần dần được tuyển vào chức Tào Lang. Phí Y rất lấy làm lạ, cố đưa ông lên kế tục Đổng Doãn làm nội thị.
Sau khi Đổng Doãn chết, Lưu Thiện cho Lã Nghệ làm Thượng thư, Trần Chi lại lên làm Thị Trung thủ Thượng thư Lệnh, thêm chức Trấn Quân tướng quân.
Sau khi Lã Nghệ mất, Trần Chi kế tục làm Thị trung, nắm chính sự Thục Hán. Trần Chi thân thiết với các hoạn quan đứng đầu là Hoàng Hạo, cùng Hoàng Hạo trong ngoài hỗ trợ giúp đỡ lẫn nhau, từ đó Hạo bắt đầu được tham dự vào chính sự. Đại tướng quân Khương Duy tuy ngôi vị ở trên ông, song luôn thống lĩnh tướng sĩ bên ngoài, hiếm khi đích thân vào chầu tham dự chính sự, vì vậy thực quyền của ông còn lớn hơn Khương Duy.
Từ khi Trần Chi được tin dùng, Hậu Chủ Lưu Thiện nghe theo lời ông và Hoàng Hạo câu kết gièm pha, khiến Lưu Thiện giận cố đại thần Đổng Doãn (Đổng Doãn kìm hãm Hoàng Hạo không cho dự chính sự).
Năm 258, Trần Chi mất. Do ông được lòng Lưu Thiện nên khi ông qua đời, Hậu Chủ khóc thương và hạ chiếu rằng:
Chi giữ chức một kỷ, ôn hoà giữ phép, cung kính hữu lễ,thuận nghĩa ích dân, công nghiệp huy hoàng rạng rỡ. Mạng chẳng dài lâu, trẫm lấy làm thương tiếc. Người sống để tiếng tốt, tất chết thêm mỹ thuỵ, thuỵ là Trung Hầu.
Con ông là Trần Xán được phong là tước Nội Hầu, con thứ là Trần Dụ được phong chức Hoàng Môn thị lang.
Sau khi Trần Chi chết, Hoàng Hạo từ Hoàng Môn lệnh lên làm đến Trung Thường thị, Phụng Xa Đô Uý, nắm giữ quyền bính, thao túng triều cương Thục Hán cho đến khi mất nước (263). Tiểu thuyết Tam Quốc diễn nghĩa của La Quán Trung chỉ nhấn mạnh vai trò làm suy yếu triều đình Thục Hán của Hoàng Hạo mà không đề cập đến Trần Chi.